# Coppa Italia 1936-1937
La Coppa Italia 1936-1937 fu la 4ª edizione della manifestazione calcistica. Iniziò il 25 ottobre 1936 e si concluse il 6 giugno 1937.
Dato l'aumento del numero delle iscritte al campionato di Serie C, venne introdotto un turno preliminare volto ad una scrematura di dodici società minori. Per il resto, il torneo continuava con la medesima formula della precedente edizione: due turni di qualificazione per le squadre di C, un terzo turno in cui entravano i sodalizi di Serie B, ed infine la competizione vera e propria con l'ingresso dei club di Serie A, il tutto sempre sul modello della Coppa d'Inghilterra. La finale venne ospitata dallo Stadio Comunale "Giovanni Berta" di Firenze.
La coppa andò al Genova 1893 che superò di misura la Roma. I rossoblù da regolamento guadagnavano così inoltre l'accesso alla Coppa Europa che era loro sfuggito in un campionato non di primo piano. Il Grifone, dopo i nove scudetti di inizio secolo, ottenne dunque quello che resta il suo ultimo alloro nazionale.

## Squadre partecipanti
Di seguito l'elenco delle squadre partecipanti, ossia tutti i membri del Direttorio Divisioni Superiori.

### Serie A
| - Alessandria - Ambrosiana-Inter - Bari - Bologna | - Fiorentina - Genova 1893 - Juventus - Lazio | - Lucchese - Milan - Napoli - Novara | - Roma - Sampierdarenese - Torino - Triestina |

### Serie B
| - Aquila - Atalanta - Brescia - Catania | - Catanzarese - Cremonese - Livorno - Messina | - Modena - Palermo - Pisa - Pro Vercelli | - Spezia - Venezia - Verona - Vezio Parducci Viareggio |

### Serie C
| - Acqui - Anconitana-Bianchi - Andrea Doria - Asti - Baracca Lugo - Bagnolese - Benevento - Biellese - Cantieri Tosi - Carpi - Carrarese - Audace Cerignola - Civitavecchiese - Corniglianese - Cosenza - Crema - Cusiana - Derthona - Entella | - Falck - Fanfulla - Fano - Fiumana - Foggia - Forlì - Forlimpopoli - Fortitudo Trieste - Gallaratese - Grion Pola - Grosseto - Imperia - Jesi - Lecce - Lecco - Legnano - Le Signe - Libertas Rimini - Macerata | - Manfredonia - Mantova - Marzotto Valdagno - MATER - Molfetta - Monza - Padova - Parma - Piacenza - Pinerolo - Pistoiese - Pontedecimo - Pontedera - Ponziana - Potenza - Prato - Pro Gorizia - Pro Patria - Ravenna | - Reggiana - Rivarolese - Rovigo - Salernitana - Sanremese - Savona - Sempre Avanti - Seregno - Sestrese - SIAI Marchetti - Siena - SPAL - Taranto - Treviso - Udinese - Vado - Varese - Vigevano - Vicenza |

## Date
| Fase        | Turno          | Andata                                        |
| ----------- | -------------- | --------------------------------------------- |
| Preliminari | Qualificazioni | 25 ottobre 1936                               |
| Preliminari | 1º turno       | 15 novembre 1936                              |
| Preliminari | 2º turno       | 8 - 13 dicembre 1936                          |
| Preliminari | 3º turno       | 24 dicembre 1936 - 1º gennaio 1937            |
| Fase Finale | Sedicesimi     | 6 gennaio 1937                                |
| Fase Finale | Ottavi         | 6 maggio 1937                                 |
| Fase Finale | Quarti         | 23 maggio 1937                                |
| Fase Finale | Semifinali     | 30 maggio 1937                                |
| Fase Finale | Finale         | 6 giugno 1937 Firenze (Stadio Giovanni Berta) |

## Calendario

### Qualificazioni
In questa fase ventiquattro squadre furono sorteggiate per effettuare un turno di qualificazione. I turni di Serie C vennero impostati su griglie geografiche come l'anno precedente. Venne invece stavolta atteso l'inizio del campionato per non incorrere nel caos delle iscrizioni.
| Squadra 1          | Risultato | Squadra 2       |
| ------------------ | --------- | --------------- |
| 25 ottobre 1936    |           |                 |
| Anconitana-Bianchi | 5 – 2     | Libertas Rimini |
| Asti               | 3 - 1     | Acqui           |
| Corniglianese      | 0 – 1     | Sestrese        |
| Entella            | 2 - 1     | Andrea Doria    |
| Foggia             | 2 - 0     | Benevento       |
| Forlì              | 2 - 1     | Forlimpopoli    |
| Parma              | 2 - 1     | Monza           |
| SPAL               | 4 - 1     | Carpi           |
| Reggiana           | 2 - 1     | Varese          |
| Cantieri Tosi      | 1 - 2     | Lecce           |
| Udinese            | 4 - 3     | Vicenza         |
| Vigevano           | 2 - 1     | Legnano         |

### Primo turno eliminatorio
| Squadra 1          | Risultato   | Squadra 2          |
| ------------------ | ----------- | ------------------ |
| 15 novembre 1936   |             |                    |
| Fiumana            | 2 – 0       | Udinese            |
| SPAL               | 3 – 4 (dts) | Rovigo             |
| Fortitudo Trieste  | 1 – 2       | Pro Gorizia        |
| Treviso            | 1 – 2 (dts) | Marzotto Valdagno  |
| Padova             | 2 – 0       | Grion Pola         |
| Mantova            | 4 – 0       | Ponziana           |
| Fanfulla           | 5 – 1       | Falck              |
| Vigevano           | 4 - 0       | Cusiana            |
| Parma              | 4 – 3       | Biellese           |
| Ravenna            | 5 – 2 (dts) | Baracca Lugo       |
| Piacenza           | 5 – 1       | Gallaratese        |
| SIAI Marchetti     | 2 – 0       | Pro Patria         |
| Reggiana           | 4 – 2       | Lecco              |
| Seregno            | 3 – 1       | Crema              |
| Savona             | 2 – 1 (dts) | Pinerolo           |
| Sanremese          | 4 – 0       | Asti               |
| Entella            | 1 – 0       | Rivarolese         |
| Carrarese          | 1 – 1 (dts) | Derthona           |
| Sestrese           | 2 – 1       | Vado               |
| Pontedecimo        | 2 – 1       | Imperia            |
| Anconitana-Bianchi | 4 – 3       | Pontedera          |
| Macerata           | 4 – 3 (dts) | Alma Juventus Fano |
| Siena              | 3 – 0       | Prato              |
| Jesi               | 3 – 0       | Sempre Avanti!     |
| Signe              | 2 – 1       | Grosseto           |
| Pistoiese          | 0 – 0 (dts) | Forlì              |
| Civitavecchiese    | 1 – 1 (dts) | Molfetta           |
| Foggia             | 4 – 0       | US Bagnolese       |
| Lecce              | 2 – 1       | Salernitana        |
| MATER              | 0 – 0 (dts) | Cerignola          |
| Manfredonia        | 0 – 2       | Potenza            |
| Taranto            | 1 – 2       | Cosenza            |
| 18 novembre 1936   |             |                    |
| Forlì              | 0 – 0 (dts) | Pistoiese          |
| 19 novembre 1936   |             |                    |
| Derthona           | 2 – 0       | Carrarese          |
| Molfetta           | 4 – 0       | Civitavecchiese    |
| Cerignola          | 1 – 1 (dts) | MATER              |

### Secondo turno eliminatorio
| Squadra 1        | Risultato   | Squadra 2          |
| ---------------- | ----------- | ------------------ |
| 8 dicembre 1936  |             |                    |
| Savona           | 0 – 0 (dts) | Sanremese          |
| Entella          | 9 – 0       | Derthona           |
| 12 dicembre 1936 |             |                    |
| Sanremese        | 3 – 1       | Savona             |
| Sestrese         | 2 – 1       | Pontedecimo        |
| 13 dicembre 1936 |             |                    |
| Fiumana          | 3 – 0       | Rovigo             |
| Pro Gorizia      | 2 – 1       | Marzotto Valdagno  |
| Padova           | 3 – 3 (dts) | Mantova            |
| Vigevano         | 0 – 1       | Fanfulla           |
| Parma            | 3 – 0       | Ravenna            |
| Piacenza         | 4 – 0       | SIAI Marchetti     |
| Reggiana         | 3 – 1 (dts) | Seregno            |
| Macerata         | 1 – 2 (dts) | Anconitana-Bianchi |
| Siena            | 2 – 5       | Jesi               |
| Signe            | 1 – 3       | Pistoiese          |
| Molfetta         | 5 – 2       | Foggia             |
| Lecce            | 0 – 0 (dts) | Cerignola          |
| Potenza          | 4 – 0       | Cosenza            |
| 17 dicembre 1936 |             |                    |
| Mantova          | 0 – 0 (dts) | Padova             |
| Cerignola        | 2 – 0       | Lecce              |

### Terzo turno eliminatorio
Vengono aggiunte le squadre di Serie B.
| Squadra 1          | Risultato    | Squadra 2                |
| ------------------ | ------------ | ------------------------ |
| 24 dicembre 1936   |              |                          |
| Jesi               | 2 - 2 (dts)  | Fanfulla                 |
| Parma              | 0 - 1        | Aquila                   |
| Pisa               | 6 - 2        | Entella                  |
| Spezia             | 2 - 2 (dts)  | Cremonese                |
| Molfetta           | 2 - 2 (dts)  | Brescia                  |
| 25 dicembre 1936   |              |                          |
| Mantova            | 0 - 1        | Fiumana                  |
| Verona             | 3 - 1        | Pro Gorizia              |
| Catania            | 1 - 0        | Cerignola                |
| Piacenza           | 3 - 1        | Vezio Parducci Viareggio |
| Reggiana           | 4 - 2        | Messina                  |
| Sanremese          | 3 - 0        | Pro Vercelli             |
| Sestrese           | 2 - 0 (tav.) | Pistoiese                |
| Anconitana-Bianchi | 4 - 1        | Catanzarese              |
| Livorno            | 4 - 0        | Atalanta                 |
| Venezia            | 4 - 2        | Modena                   |
| Palermo            | 1 - 0        | Potenza                  |
| 1º gennaio 1937    |              |                          |
| Fanfulla           | 3 - 0        | Jesi                     |
| Brescia            | 2 - 0 (tav.) | Molfetta                 |
| 6 gennaio 1937     |              |                          |
| Cremonese          | 2 - 2 (dts)  | Spezia                   |

## Tabellone torneo (dai sedicesimi)
|  | Sedicesimi di finale   | Sedicesimi di finale   | Sedicesimi di finale |  |  | Ottavi di finale | Ottavi di finale | Ottavi di finale |           |   | Quarti di finale | Quarti di finale | Quarti di finale |                 |   | Semifinali | Semifinali | Semifinali |      |   | Finale | Finale | Finale |  |
|  |                        |                        |                      |  |  |                  |                  |                  |           |   |                  |                  |                  |                 |   |            |            |            |      |   |        |        |        |  |
|  | Livorno                | Livorno                | 6                    |  |  |                  |                  |                  |           |   |                  |                  |                  |                 |   |            |            |            |      |   |        |        |        |  |
|  | Piacenza               | Piacenza               | 2                    |  |  | Livorno          | Livorno          | 1                |           |   |                  |                  |                  |                 |   |            |            |            |      |   |        |        |        |  |
|  | Fiumana                | Fiumana                | 2                    |  |  | Bari             | Bari             | 2                |           |   |                  |                  |                  |                 |   |            |            |            |      |   |        |        |        |  |
|  | Bari                   | Bari                   | 3                    |  |  |                  |                  |                  |           |   | Bari (2)         | Bari (2)         | 1                |                 |   |            |            |            |      |   |        |        |        |  |
|  | Milan                  | Milan                  | 4                    |  |  |                  |                  | Milan (2)        | Milan (2) | 3 |                  |                  |                  |                 |   |            |            |            |      |   |        |        |        |  |
|  | Alessandria            | Alessandria            | 0                    |  |  | Milan            | Milan            | 2                |           |   |                  |                  |                  |                 |   |            |            |            |      |   |        |        |        |  |
|  | Pisa                   | Pisa                   | 0                    |  |  | Venezia          | Venezia          | 0                |           |   |                  |                  |                  |                 |   |            |            |            |      |   |        |        |        |  |
|  | Venezia                | Venezia                | 2                    |  |  |                  |                  |                  |           |   | Milan (1)        | Milan (1)        | 1                |                 |   |            |            |            |      |   |        |        |        |  |
|  | Genova 1893            | Genova 1893            | 5                    |  |  |                  |                  |                  |           |   |                  |                  | Genova 1893 (1)  | Genova 1893 (1) | 2 |            |            |            |      |   |        |        |        |  |
|  | Lazio                  | Lazio                  | 0                    |  |  | Genova 1893      | Genova 1893      | 4                |           |   |                  |                  |                  |                 |   |            |            |            |      |   |        |        |        |  |
|  | Reggiana               | Reggiana               | 2                    |  |  | Palermo          | Palermo          | 0                |           |   |                  |                  |                  |                 |   |            |            |            |      |   |        |        |        |  |
|  | Palermo                | Palermo                | 3                    |  |  |                  |                  |                  |           |   | Genova 1893      | Genova 1893      | 4                |                 |   |            |            |            |      |   |        |        |        |  |
|  | Sampierdarenese        | Sampierdarenese        | 1                    |  |  |                  |                  | Catania          | Catania   | 0 |                  |                  |                  |                 |   |            |            |            |      |   |        |        |        |  |
|  | Bologna                | Bologna                | 0                    |  |  | Sampierdarenese  | Sampierdarenese  | 3                |           |   |                  |                  |                  |                 |   |            |            |            |      |   |        |        |        |  |
|  | Catania                | Catania                | 3                    |  |  | Catania          | Catania          | 4                |           |   |                  |                  |                  |                 |   |            |            |            |      |   |        |        |        |  |
|  | Fiorentina             | Fiorentina             | 1                    |  |  |                  |                  |                  |           |   | Genova 1893      | Genova 1893      | 1                |                 |   |            |            |            |      |   |        |        |        |  |
|  | Sanremese              | Sanremese              | 2                    |  |  |                  |                  |                  |           |   |                  |                  |                  |                 |   |            |            | Roma       | Roma | 0 |        |        |        |  |
|  | Verona                 | Verona                 | 0                    |  |  | Sanremese        | Sanremese        | 1                |           |   |                  |                  |                  |                 |   |            |            |            |      |   |        |        |        |  |
|  | Ambrosiana-Inter       | Ambrosiana-Inter       | 4                    |  |  | Ambrosiana-Inter | Ambrosiana-Inter | 3                |           |   |                  |                  |                  |                 |   |            |            |            |      |   |        |        |        |  |
|  | Aquila                 | Aquila                 | 3                    |  |  |                  |                  |                  |           |   | Ambrosiana-Inter | Ambrosiana-Inter | 7                |                 |   |            |            |            |      |   |        |        |        |  |
|  | Anconitana-Bianchi (1) | Anconitana-Bianchi (1) | 0                    |  |  |                  |                  | Spezia           | Spezia    | 1 |                  |                  |                  |                 |   |            |            |            |      |   |        |        |        |  |
|  | Fanfulla (1)           | Fanfulla (1)           | 2                    |  |  | Fanfulla (0)     | Fanfulla (0)     | 1                |           |   |                  |                  |                  |                 |   |            |            |            |      |   |        |        |        |  |
|  | Spezia                 | Spezia                 | 1                    |  |  | Spezia (0)       | Spezia (0)       | 3                |           |   |                  |                  |                  |                 |   |            |            |            |      |   |        |        |        |  |
|  | Brescia                | Brescia                | 0                    |  |  |                  |                  |                  |           |   | Ambrosiana-Inter | Ambrosiana-Inter | 0                |                 |   |            |            |            |      |   |        |        |        |  |
|  | Napoli                 | Napoli                 | 5                    |  |  |                  |                  |                  |           |   |                  |                  | Roma             | Roma            | 2 |            |            |            |      |   |        |        |        |  |
|  | Sestrese               | Sestrese               | 2                    |  |  | Napoli           | Napoli           | 2                |           |   |                  |                  |                  |                 |   |            |            |            |      |   |        |        |        |  |
|  | Lucchese               | Lucchese               | 0                    |  |  | Juventus         | Juventus         | 1                |           |   |                  |                  |                  |                 |   |            |            |            |      |   |        |        |        |  |
|  | Juventus               | Juventus               | 1                    |  |  |                  |                  |                  |           |   | Napoli           | Napoli           | 0                |                 |   |            |            |            |      |   |        |        |        |  |
|  | Roma                   | Roma                   | 2                    |  |  |                  |                  | Roma             | Roma      | 1 |                  |                  |                  |                 |   |            |            |            |      |   |        |        |        |  |
|  | Triestina              | Triestina              | 1                    |  |  | Roma             | Roma             | 3                |           |   |                  |                  |                  |                 |   |            |            |            |      |   |        |        |        |  |
|  | Torino                 | Torino                 | 3                    |  |  | Torino           | Torino           | 1                |           |   |                  |                  |                  |                 |   |            |            |            |      |   |        |        |        |  |
|  | Novara                 | Novara                 | 0                    |  |  |                  |                  |                  |           |   |                  |                  |                  |                 |   |            |            |            |      |   |        |        |        |  |

### Sedicesimi di finale
In questo turno entrarono anche le 16 squadre di Serie A.
| Arbitro: | Turbiani (Ferrara) |

|                                                      |           |                                                |
| Mattei 3’ (aut.) Meazza 16’ Ferrari 23’ Bisigato 46’ | Marcatori | 1’ (aut.) Buonocore 43’ Valentini 90’ Battioni |

| Arbitro: | Bertolio (Torino) |

|                           |           |  |
| Ghiglione 84’ Ferrari 86’ | Marcatori |  |

| Arbitro: | Naibo (Roma) |

|            |           |              |
| Fenini 16’ | Marcatori | 31’ Zuccotti |

| Arbitro: | Ciamberlini (Genova) |

|                                    |           |          |
| D'Alberto 36’ Serantoni 56’ (rig.) | Marcatori | 5’ Rocco |

| Arbitro: | Scotto (Savona) |

|                                  |           |  |
| Janni 5’ Buscaglia 50’ Baldi 78’ | Marcatori |  |

| Arbitro: | Salvatori (Roma) |

|                                                      |           |                     |
| Venditto 3’, 27’ Ferrara 72’ Biagi 77’ Sallustro 79’ | Marcatori | 9’ Rivolo 88’ Pesce |

| Arbitro: | Scarpi (Dolo) |

|  |           |           |
|  | Marcatori | 83’ Borel |

| Arbitro: | Barlassina (Novara) |

|                                               |           |  |
| Perazzolo 2’, 84’, 86’ Arcari 14’ Pantani 77’ | Marcatori |  |

| Arbitro: | Bettucchi (Padova) |

|                            |           |                                   |
| Fornasaris 41’ Lanzone 87’ | Marcatori | 7’ Di Falco 51’ Alberti 84’ Bazan |

| Arbitro: | Mattea (Torino) |

|            |           |  |
| Spivach 7’ | Marcatori |  |

| Arbitro: | Mazzarini (Roma) |

|                                         |           |             |
| Franzoni 61’ Babetto 100’ Nicolosi 111’ | Marcatori | 52’ Gobetto |

| Arbitro: | Rosa (Roma) |

|                                                                |           |                       |
| Arcari 10’ Angelini 26’ Capaccioli 41’, 65’ Montanari 76’, 78’ | Marcatori | 32’ Gaddoni 84’ Cella |

| Arbitro: | Forni (Treviso) |

|                     |           |                                       |
| Loik 38’ Gregar 42’ | Marcatori | 20’ Violi 37’ Costantino 55’ Lombardi |

| Arbitro: | Zelocchi (Modena) |

|                                           |           |  |
| De Manzano 14’ Boffi 59’, 72’ Gabardo 61’ | Marcatori |  |

| Arbitro: | Gnocchini (Roma) |

|  |           |                 |
|  | Marcatori | 79’, 86’ Valari |

| Bologna 21 gennaio 1937 Sedicesimi di finale Ripetizione      | Fanfulla  | 2 – 0 referto | Anconitana-Bianchi | Stadio Littoriale |
| \| \| \| \| \| Carelli 44’ Bergamaschi 56’ \| Marcatori \| \| |           |               |                    |                   |
|                                                               |           |               |                    |                   |
| Carelli 44’ Bergamaschi 56’                                   | Marcatori |               |                    |                   |

| Arbitro: | Ceccherini (Pisa) |

|             |           |  |
| Benassi 55’ | Marcatori |  |

#### Tabella riassuntiva
| Squadra 1          | Risultato   | Squadra 2          |
| ------------------ | ----------- | ------------------ |
| 6 gennaio 1937     |             |                    |
| Ambrosiana-Inter   | 4 - 3       | Aquila             |
| Sanremese          | 2 - 0       | Verona             |
| Anconitana-Bianchi | 1 - 1 (dts) | Fanfulla           |
| Roma               | 2 - 1       | Triestina          |
| Torino             | 3 - 0       | Novara             |
| Napoli             | 5 - 2       | Sestrese           |
| Lucchese Libertas  | 0 - 1       | Juventus           |
| Genova 1893        | 5 - 0       | Lazio              |
| Reggiana           | 2 - 3       | Palermo            |
| Sampierdarenese    | 1 - 0       | Bologna            |
| Catania            | 3 - 1 (dts) | Fiorentina         |
| Livorno            | 6 - 2       | Piacenza           |
| Fiumana            | 2 - 3       | Bari               |
| Milan              | 4 - 0       | Alessandria        |
| Pisa               | 0 - 2       | Venezia            |
| 21 gennaio 1937    |             |                    |
| Fanfulla           | 2 - 0       | Anconitana-Bianchi |
| 21 marzo 1937      |             |                    |
| Spezia             | 1 - 0       | Brescia            |

### Ottavi di finale
| Arbitro: | Sassi (Roma) |

|                      |           |                                      |
| Giuseppe Ferrari 50’ | Marcatori | Giovanni Ferrari 13’, 58’ Meazza 17’ |

| Lodi 6 maggio 1937 Ottavi di finale | Fanfulla       | 0 – 0 (d.t.s.) referto | Spezia | Stadio Dossenina\| Arbitro: \| Forni (Trento) \| |
| Arbitro:                            | Forni (Trento) |                        |        |                                                  |

| Arbitro: | Scorzoni (Bologna) |

|                            |           |             |
| Di Benedetti 12’, 71’, 88’ | Marcatori | 78’ Allasio |

| Arbitro: | Ciamberlini (Genova) |

|                  |           |           |
| Venditto 7’, 64’ | Marcatori | 67’ Borel |

| Arbitro: | Curradi (Firenze) |

|                                  |           |  |
| Figliola 39’ Santillo 87’ (aut.) | Marcatori |  |

| Arbitro: | Ceccherini (Como) |

|                                        |           |                                           |
| Spivach 73’ Mascheroni 75’ Bollano 83’ | Marcatori | 28’ Brossi 55’, 60’ Nicolosi 78’ Franzoni |

| Arbitro: | Mazza (Torre del Greco) |

|              |           |                       |
| Faccenda 28’ | Marcatori | Grolli 2’ Ferrero 48’ |

| Arbitro: | Mattea (Torino) |

|                       |           |  |
| Gabardo 35’ Boffi 48’ | Marcatori |  |

| Arbitro: | Celano (Roma) |

|                               |           |                 |
| Bermone 22’, 80’ Calzolai 87’ | Marcatori | 59’ Bergamaschi |

#### Tabella riassuntiva
| Squadra 1       | Risultato   | Squadra 2        |
| --------------- | ----------- | ---------------- |
| 6 maggio 1937   |             |                  |
| Sanremese       | 1 - 3       | Ambrosiana-Inter |
| Fanfulla        | 0 - 0 (dts) | Spezia           |
| Roma            | 3 - 1       | Torino           |
| Napoli          | 2 - 1       | Juventus         |
| Genova 1893     | 4 - 0       | Palermo          |
| Sampierdarenese | 3 - 4       | Catania          |
| Livorno         | 1 - 2       | Bari             |
| Milan           | 2 - 0       | Venezia          |
| 13 maggio 1937  |             |                  |
| Spezia          | 3 - 1       | Fanfulla         |

### Quarti di finale
| Arbitro: | Scarpi (Dolo) |

|                                                                    |           |             |
| Ferraris 16’, 61’, 90’ Ferrari 26’ Meazza 75’ Frossi 78’ Villa 83’ | Marcatori | 33’ Benassi |

| Arbitro: | Bevilacqua (Viareggio) |

|  |           |            |
|  | Marcatori | 8’ Mazzoni |

| Arbitro: | Dattilo (Roma) |

|                        |           |                     |
| Grolli 25’ Dentuti 85’ | Marcatori | 31’ Capra 84’ Boffi |

| Arbitro: | Carminati (Milano) |

|                                                                      |           |  |
| Scarabello 34’ (rig.) Marchionneschi 52’ Fasanelli 54’ Perazzolo 76’ | Marcatori |  |

| Arbitro: | Dattilo (Roma) |

|                               |           |             |
| Capra 5’ Cresta 63’ Boffi 80’ | Marcatori | 81’ Ferrero |

#### Tabella riassuntiva
| Squadra 1        | Risultato   | Squadra 2 |
| ---------------- | ----------- | --------- |
| 20 maggio 1937   |             |           |
| Ambrosiana-Inter | 7 - 1       | Spezia    |
| 23 maggio 1937   |             |           |
| Napoli           | 0 - 1       | Roma      |
| Bari             | 2 - 2 (dts) | Milan     |
| Genova 1893      | 4 - 0       | Catania   |
| 27 maggio 1937   |             |           |
| Milan            | 3 - 1       | Bari      |

### Semifinali
| Arbitro: | Scorzoni (Bologna) |

|  |           |                              |
|  | Marcatori | 57’ Mazzoni 78’ Di Benedetti |

| Arbitro: | Mattea (Torino) |

|          |           |             |
| Boffi 2’ | Marcatori | 63’ Fillola |

| Arbitro: | Saracini (Ancona) |

|                          |           |           |
| Marchionneschi 16’, 118’ | Marcatori | 30’ Boffi |

#### Tabella riassuntiva
| Squadra 1        | Risultato   | Squadra 2   |
| ---------------- | ----------- | ----------- |
| 30 maggio 1937   |             |             |
| Ambrosiana-Inter | 0 - 2       | Roma        |
| Milan            | 1 - 1 (dts) | Genova 1893 |
| 2 giugno 1937    |             |             |
| Genova 1893      | 2 - 1 (dts) | Milan       |

### Finale
| Arbitro: | Mattea (Torino) |

|           |           |  |
| Torti 79’ | Marcatori |  |

| Genova 1893 | Roma |

#### Formazioni
|                 |                        |  |
|                 |                        |  |
| 1               | Manlio Bacigalupo      |  |
| 2               | Paolo Agosteo          |  |
| 3               | Mario Genta            |  |
| 4               | Pietro Pastorino       |  |
| 5               | Giuseppe Bigogno       |  |
| 6               | Emanuel Fillola        |  |
| 7               | Pietro Arcari          |  |
| 8               | Mario Perazzolo        |  |
| 9               | Luigi Torti            |  |
| 10              | Luigi Scarabello       |  |
| 11              | Alfredo Marchionneschi |  |
| Allenatore:     |                        |  |
| Hermann Felsner |                        |  |

|                 |                    |  |
|                 |                    |  |
| 1               | Cesare Valinasso   |  |
| 2               | Eraldo Monzeglio   |  |
| 3               | Luigi Allemandi    |  |
| 4               | Evaristo Frisoni   |  |
| 5               | Fulvio Bernardini  |  |
| 6               | Andrea Gadaldi     |  |
| 7               | Amedeo Amadei      |  |
| 8               | Pietro Serantoni   |  |
| 9               | Dante Di Benedetti |  |
| 10              | Alfredo Mazzoni    |  |
| 11              | Ernesto Tomasi     |  |
| Allenatore:     |                    |  |
| Luigi Barbesino |                    |  |

#### Tabella riassuntiva
| Squadra 1   | Risultato | Squadra 2 |
| ----------- | --------- | --------- |
| Genova 1893 | 1 - 0     | Roma      |

## Record
- Maggior numero di partite giocate: Fanfulla (8)
- Maggior numero di vittorie: Torino (5)
- Maggior numero di vittorie in trasferta: Bari, Roma (2)
- Miglior attacco: Genova 1893 (17)
- Peggior attacco:
- Miglior difesa:
- Peggior difesa:
- Miglior differenza reti:
- Peggior differenza reti:
- Partita con maggiore scarto di reti: Entella - Derthona 9 - 0 (9)
- Partita con più reti: Jesi - Sempre Avanti! 6 - 3, Entella - Derthona (9)
- Partita con più spettatori:
- Partita con meno spettatori:
- Totale spettatori e (media partita):
- Totale gol segnati: 425
- Media gol partita: 3,5
- Incontri disputati: 120

## Classifica marcatori
| Gol | Rigori |  | Giocatore          | Squadra            |
| --- | ------ |  | ------------------ | ------------------ |
| 7   |        |  | Aldo Boffi         | Milan              |
| 5   |        |  | Giuseppe Calò      | Molfetta           |
| 5   |        |  | Fiore Cò           | Entella            |
| 4   |        |  | Guido Corbelli     | Anconitana-Bianchi |
| 4   |        |  | Dante Di Benedetti | Roma               |
| 4   |        |  | Giovanni Ferrari   | Ambrosiana-Inter   |
| 4   |        |  | Giuseppe Ferrari   | Sanremese          |
| 4   |        |  | Attilio Fossati    | Entella            |
| 4   |        |  | Manfredo Grandi    | Parma              |
| 4   | 1      |  | Nicolò Nicolosi    | Catania            |
| 4   |        |  | Orfeo Pagliari     | Jesi               |
| 4   |        |  | Mario Perazzolo    | Genova 1893        |
| 4   |        |  | Michele Sollecito  | Molfetta           |
| 4   |        |  | Angelo Valari      | Venezia            |
| 4   |        |  | Giovanni Venditto  | Napoli             |